# 和府捞面
和府捞面，全名江苏和府餐饮管理有限公司，是中国一家中式面馆連鎖店，總部位於江苏如皋和府捞面产业园。和府捞面的餐馆装修成书房风格。绝味食品的全資子公司深圳网聚投资有限责任公司是和府捞面的股东。

## 歷史
和府捞面創始人李学林1994年從自动化专业毕业，之後进入江苏南通一家国企工作。1996年，李学林下海經商，開辦手机维修店，之後又成為手机代理销售商。
2012年，李学林創辦和府捞面。2016年至2022年間，和府捞面拿到了6轮融资，融资数额超16亿元。新冠疫情期間，和府捞面累计亏损约7亿元。2023年2月2日，自媒体财经无忌爆料和府捞面2022年一年内有10位高管离职。同時2022年和府捞面全体员工两次降薪。和府捞面同時裁員。
2023年12月，和府捞面首次降价，並增加馄饨、砂锅饭等餐品。和府捞面之後开放加盟，进入直营+联营的经营模式。
截至2024年6月，和府捞面在中国共有581家门店，其中114家位于上海。

## 問題
2021年7月9日，一名上海市民称在和府捞面用餐时发现一只老鼠尸体，该门店店员随后将老鼠捡起来丢进廚房。同年7月10日，和府捞面对此事公开致歉。
2022年9月20日，上海市静安区市场监督管理局以使用超过保质期的食品原料、食品添加剂生产食品為由对和府捞面的子公司上海和府餐饮管理有限公司南京西路第二分公司处以5万元行政处罚及違規收入0.0248万元。　
有消费者在黑猫投诉平台投诉在和府捞面吃飯時吃出塑料絲線、昆蟲等异物。　
2023年3·15期间，有和府捞面一名内部员工表示，和陈香贵、马记永不一样，和府捞面的门店没有拉面师傅和厨师。和府撈麵的麵條由工厂生產，浇头是预制菜，只需加熱即可，汤则是料理包加水兑出来的。山東商報记者特意查證，發現和府捞面的供应商四川美味源食品有限公司主要生產浓缩骨汤、调味粉等。而且根據天眼查数据显示，调味品、速冻食品生产加工也是和府捞面的经营范围。　